# فيكي ديفيس
فيكي ديفيس (بالإنجليزية: Vicki Davis)‏ هي ممثلة أمريكية، ولدت في 18 يوليو 1980 بلوس أنجلوس في الولايات المتحدة.

## أعمال

### أفلام
- (2005) الدجاجة الآلية
- (2009) أحبك يا رجل[2]
- (2013) المكالمة[3]

### مسلسلات
- الدجاجة الآلية
- إيلياس
- التحقيق في موقع الجريمة
- ميامي
- هاوس

## وصلات خارجية
- فيكي ديفيس على موقع IMDb (الإنجليزية)
- فيكي ديفيس على موقع ألو سيني (الفرنسية)
- فيكي ديفيس على موقع أول موفي (الإنجليزية)
- فيكي ديفيس على موقع قاعدة بيانات الفيلم (الإنجليزية)
- فيكي ديفيس على موقع كينوبويسك (الروسية)